# کریس دویل (بازیکن فوتبال)
کریس دویل (انگلیسی: Chris Doyle؛ زادهٔ ۱۷ فوریهٔ ۱۹۹۵) بازیکن فوتبال اهل بریتانیا است.
از باشگاه‌هایی که در آن بازی کرده‌است می‌توان به باشگاه فوتبال مورکم و باشگاه فوتبال چورلی اشاره کرد.